# ルイーズ・ドレッサー
ルイーズ・ドレッサー（Louise Dresser, 1878年10月5日 - 1965年4月24日）は、アメリカ合衆国の女優である。
インディアナ州エバンズビルで生まれ、15歳の頃からヴォードヴィルの歌手を務める。
1922年に『The Glory of Clementina』で映画デビューする。1928年の『老番人』により、第1回アカデミー賞で主演女優賞にノミネートされた。
1965年にカリフォルニア州のウッドランドヒルズで亡くなる。

## 主なフィルモグラフィ
- 荒鷲 The Eagle (1925)
- 鵞鳥飼ふ女 The Goose Woman (1925)
- ミスター・ウー Mr. Wu (1927)
- 空中サーカス The Air Circus (1928)
- マミイ Mammy (1930)
- あめりか祭 State Fair (1933)
- 恋のページェント The Scarlet Empress (1934)
- セイルムの娘 Maid of Salem (1937)